# Ploceus angolensis
El tejedor alibarrado (Ploceus angolensis) es una especie de ave paseriforme de la familia Ploceidae. Es propia de África, pudiendo ser encontrada en Zambia, Angola y República Democrática del Congo.